# Artur Akhmatkhuzin
Artur Akhmatkhuzin (em russo:  Артур Камилевич Ахматхузин; Novyy Aktanyshbash, 28 de março de 1988) é um esgrimista russo que atua na categoria florete, medalhista de ouro e prata por equipes no Campeonato Europeu de Esgrima de 2016 e Campeonato Europeu de Esgrima de 2015, respectivamente; conquistou duas medalhas de pratas e uma medalha de bronze em campeonatos mundiais. O atleta disputou os Jogos Olímpicos de 2012 e disputou os Jogos Olímpicos de 2016.

## Carreira

### Rio 2016
No individual foi eliminado nas fases de eliminação. Na competição por equipes conquistou o ouro ao lado de Timur Safin e Alexey Cheremisinov.